# Geodetic Glacier
Der Geodetic Glacier (englisch für Geodätischer Gletscher) ist ein Gletscher im ostantarktischen Viktorialand. Er fließt vom Bettle Peak entlang der Nordflanke der Thomas Heights und mündet an der Scott-Küste in den Bowers-Piedmont-Gletscher.
Der Gletscher gehört zu einer Reihe geographischer Objekte, die das New Zealand Geographic Board im Jahr 1993 nach Begriffen aus der Geodäsie und Mathematik benannte.